# Duppigheim
Duppigheim (Düppigheim in tedesco, Dìppje in alsaziano) è un comune francese di 1 568 abitanti situato nel dipartimento del Basso Reno nella regione del Grand Est.

## Società

### Evoluzione demografica
Abitanti censiti